# Ziegelstempel

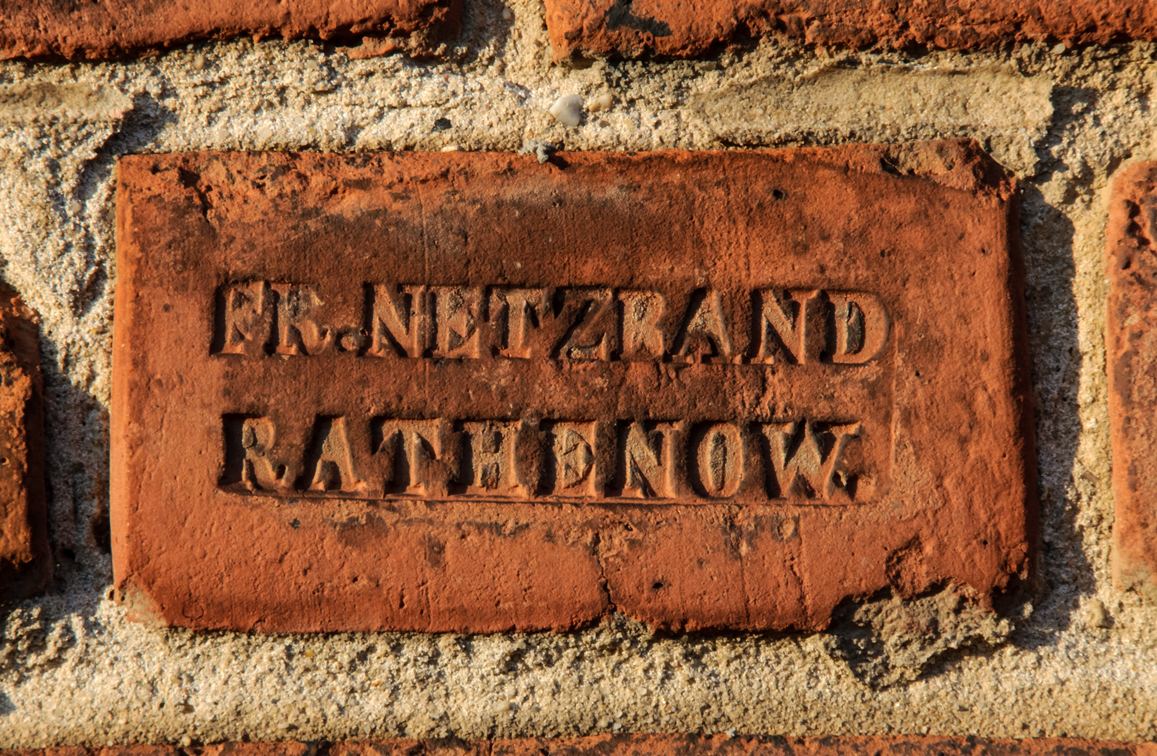
Ein mit Herstellerangabe und Herkunftsort bestempelter Ziegel im Mauerwerksverband

Ein Ziegelstempel ist eine Buchstabenfolge, ein Logo oder ein einfaches Motiv, das mit Hilfe eines Stempels von Hand in den frischen ungebrannten Mauer- oder Dachziegel gedrückt wird.
Ziegelstempel werden zuweilen mit den Ziegelzeichen verwechselt. Ziegelzeichen sind jedoch Motive, die bereits in der Ziegelform vorhanden sind. Sie sind daher bei allen Ziegeln aus der gleichen Form identisch, wogegen jeder Ziegelstempel einzeln angebracht wurde. Steinmetze kennzeichneten ihre Steine mit Steinmetzzeichen.

## Geschichte

### Antike

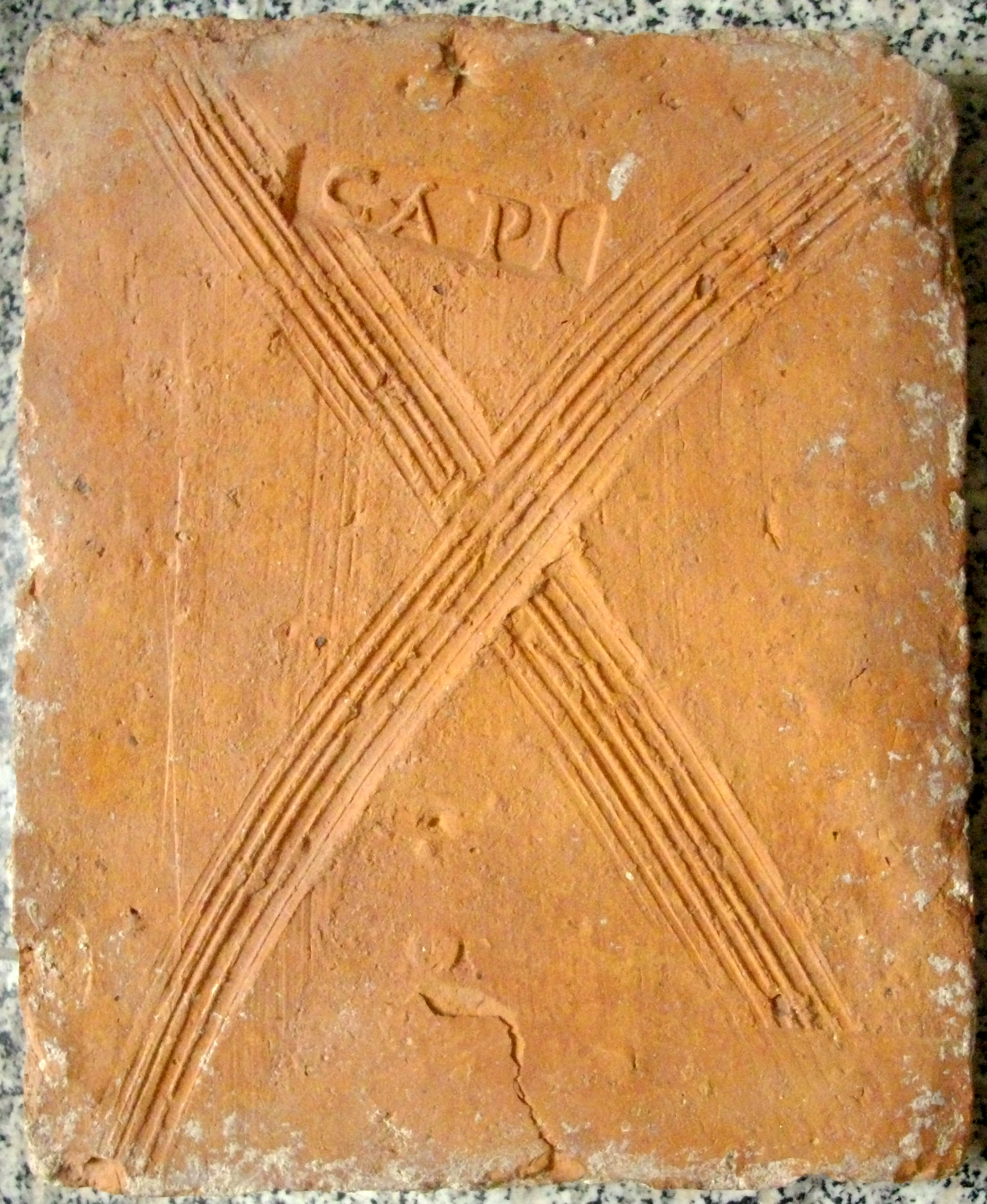
Römischer Mauerziegel mit Ziegelstempel "CAPI", Trier 4. Jh. n. Chr.

Die ältesten bekannten Ziegelstempel stammen aus dem Vorderen Orient, z. B. aus Ekbatana. In der römischen Antike waren Ziegelstempel weit verbreitet. Bei Funden im Wiener Stadtgebiet wurden nicht nur Stempel auf Mauerziegeln, sondern auch auf Dachziegeln (Tegula und Imbrex), Wand- und Bodenziegeln sowie für den Bau von Hypokausten verwendeten Ziegeln gefunden. Insgesamt wurden über 5.000 gestempelte Ziegel im Stadtgebiet gefunden, davon gehen etwa 90 Prozent auf die dort stationierten Legionen zurück. Während entlang des Limes hauptsächlich von Legionen geziegelt wurde, wurden in der Trierer Palastaula meist Ziegel mit Ziegelstempeln von privaten Ziegeleien verbaut (siehe beispielsweise das hier abgebildete Exemplar des Herstellers "CAPIONACI"). Weiterhin wurden auch, ähnlich wie bei Ziegeln, Bleirohre mit einer Angabe des Herstellers versehen (siehe Römische Bleirohrinschrift).

### Industrielle Revolution in Deutschland

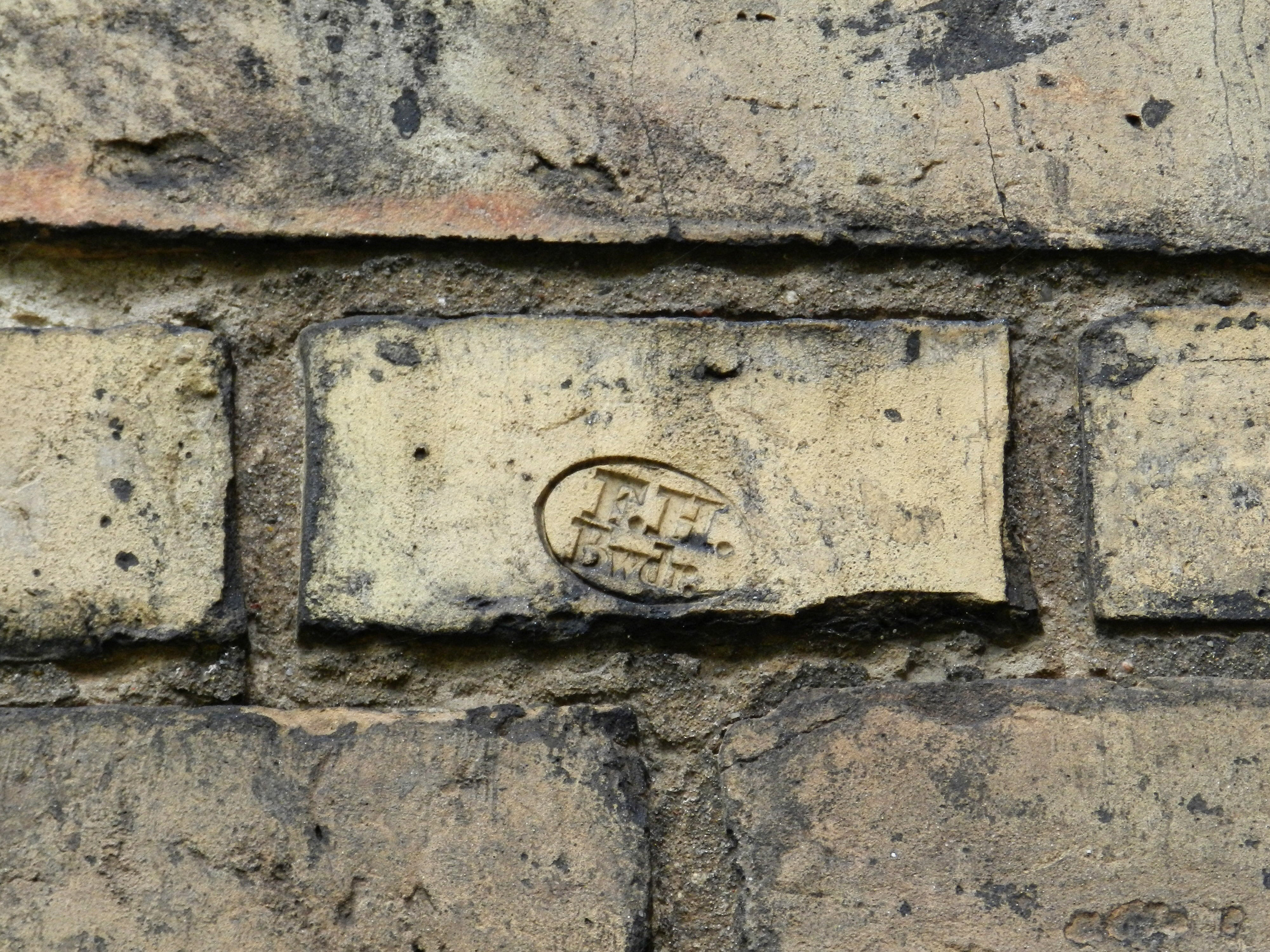
Charakteristischer gelber Klinker aus Birkenwerder am Bethanien in Berlin-Kreuzberg. Der Ziegelstempel F.H. Bwdr. (Bwdr. = Birkenwerder) belegt die Herkunft.

In Deutschland treten Ziegelstempel in erster Linie an Bauwerken ab der zweiten Hälfte des 19. Jahrhunderts auf, als durch den Bauboom am Rande der Städte eine große Zahl an Ziegeleien entstand. Ein Großteil der gestempelten Ziegel stammt aus den Ziegeleien innerhalb des Elbe-Havel-Dreiecks, vor allem aus dem Raum Rathenow mit charakteristischer roter Färbung (siehe Liste Rathenower Ziegelstempel) sowie aus Birkenwerder mit gelblicher Färbung. Durch den Export sind Ziegel aus den dortigen Produktionsstätten vor allem im westlichen Brandenburg, Teilen Sachsen-Anhalts und in ganz Berlin zu finden.
Teilweise wurden auf die Ziegel nur die Initialen des Ziegeleibesitzers aufgebracht, häufiger jedoch der Name des Besitzers sowie der Produktionsort. Zumeist lässt sich so anhand der Ziegelstempel die Herkunft des Ziegels bestimmen, wodurch sich wichtige Hinweise zur Industriegeschichte ergeben.
In der Regel wurden Ziegel auf der Kopfseite gestempelt, sodass die Stempel bei Mauerwerk mit sich abwechselnden Läufer- und Binderschichten lediglich in den Binderschichten zu sehen sind. Selten finden sich Stempel auch auf der Lagerseite von Ziegeln, die bei den gängigen Mauerwerksverbänden jedoch nicht sichtbar ist. Derart aufgebrachte Stempel kommen also oft erst bei Abbruch des Mauerwerks und anschließender Befreiung der Ziegel von Mörtelresten wieder zum Vorschein. Auf den Läuferseiten wurden die Ziegel in der Regel nicht gestempelt.
Ähnlich selten lassen sich Ziegelstempel auf Dachziegeln entdecken, obgleich das Stempeln dieser in den Rathenower Ziegeleien ebenfalls gängige Praxis gewesen zu sein scheint, wie Funde belegen. Das liegt einerseits sicherlich daran, dass die Dacheindeckung beim Betrachten eines Bauwerks in der Regel nicht im direkten Sichtfeld des Betrachters liegt. Andererseits ist die Dacheindeckung oft wesentlich stärkeren Witterungseinflüssen als das Mauerwerk ausgesetzt, sodass die gestempelten Dachziegel bei vielen historischen Gebäuden bereits gegen Neue ersetzt wurden.

Verschiedenartig gestempelte Ziegelprodukte des Herstellers C. HÜBENER aus Rathenow
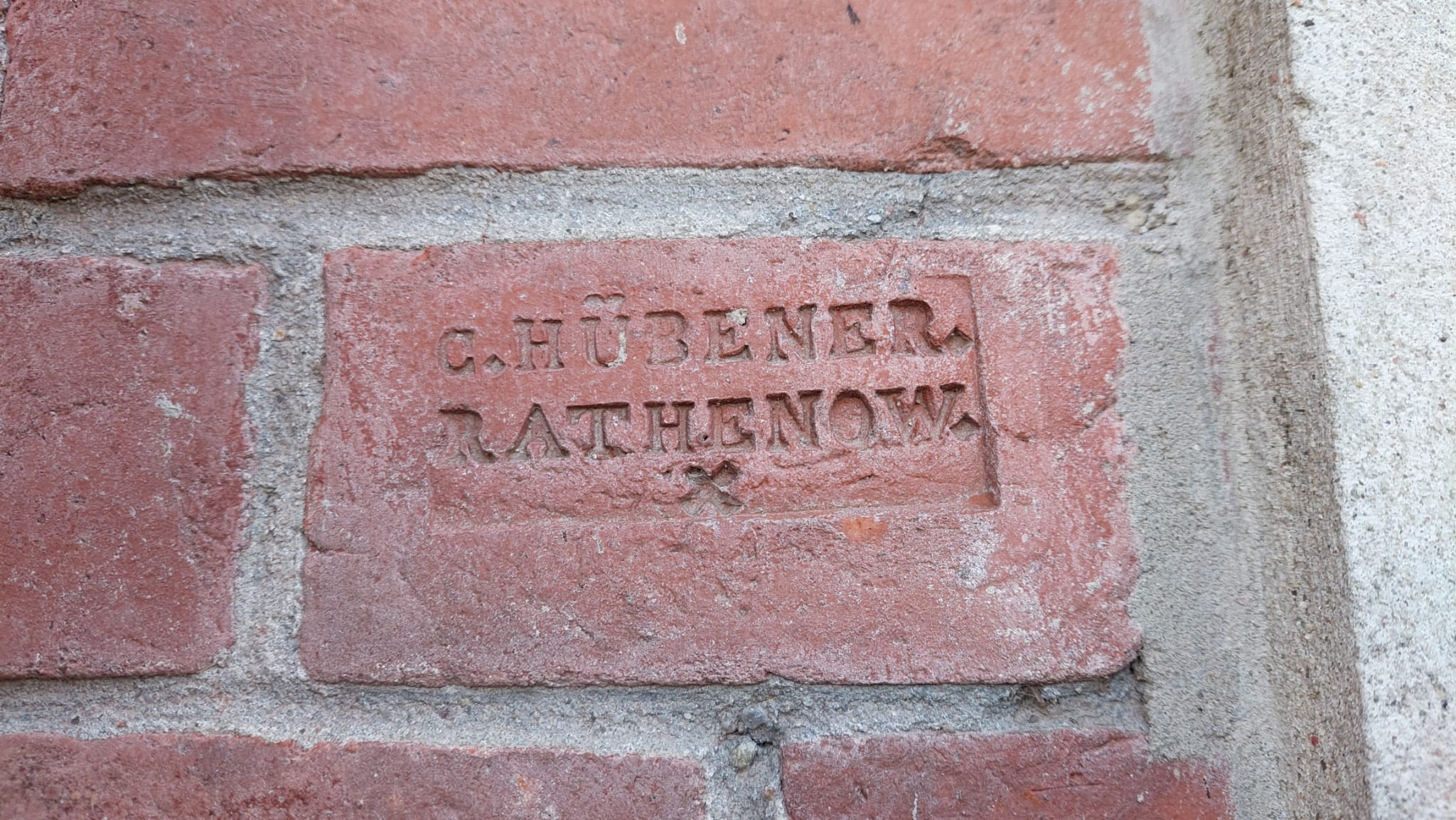
An der Kopfseite gestempelter Ziegel im Mauerwerksverband
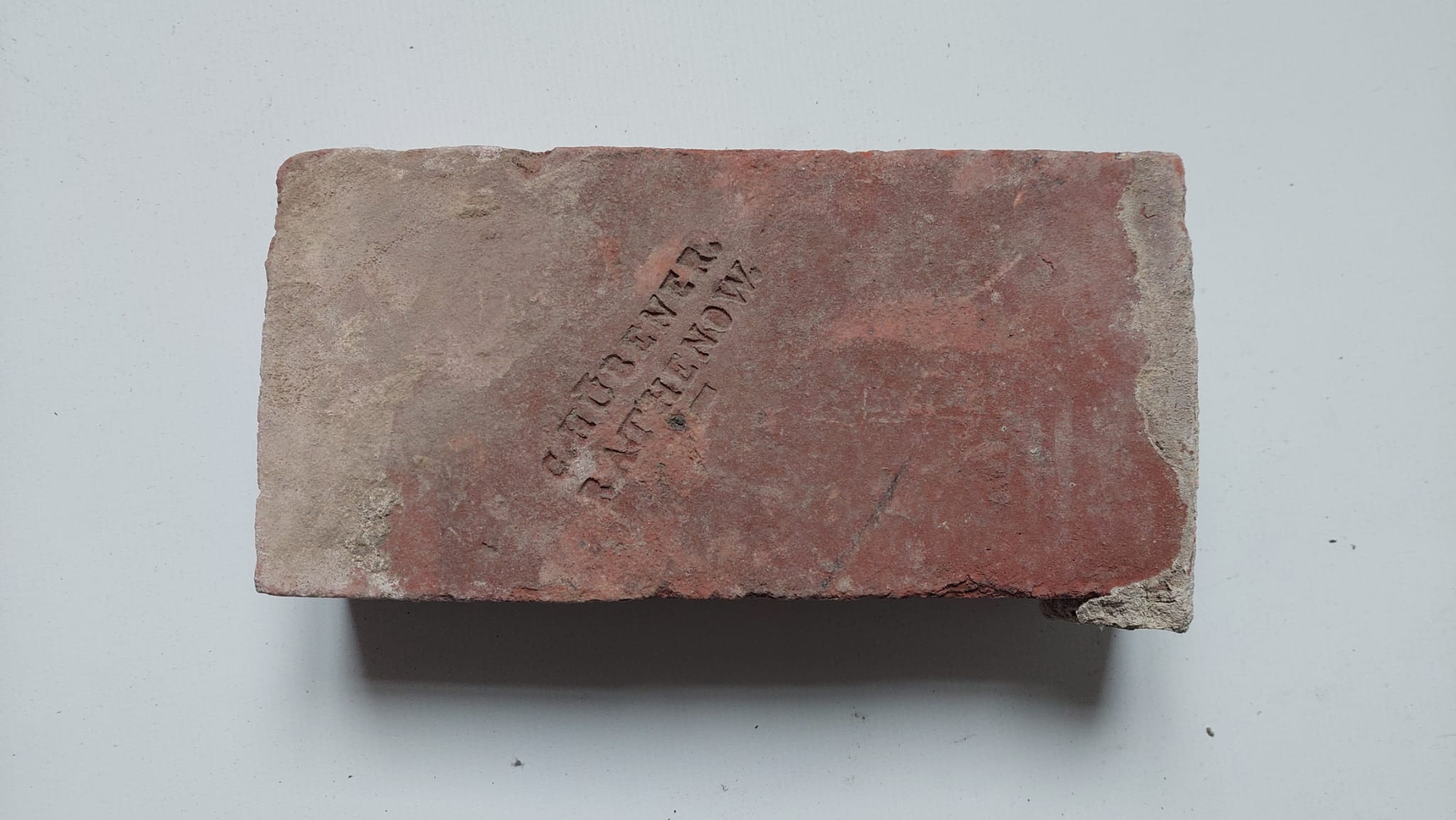
Ein an der im Mauerwerksverband normalerweise nicht sichtbaren Lagerseite gestempelter Ziegel
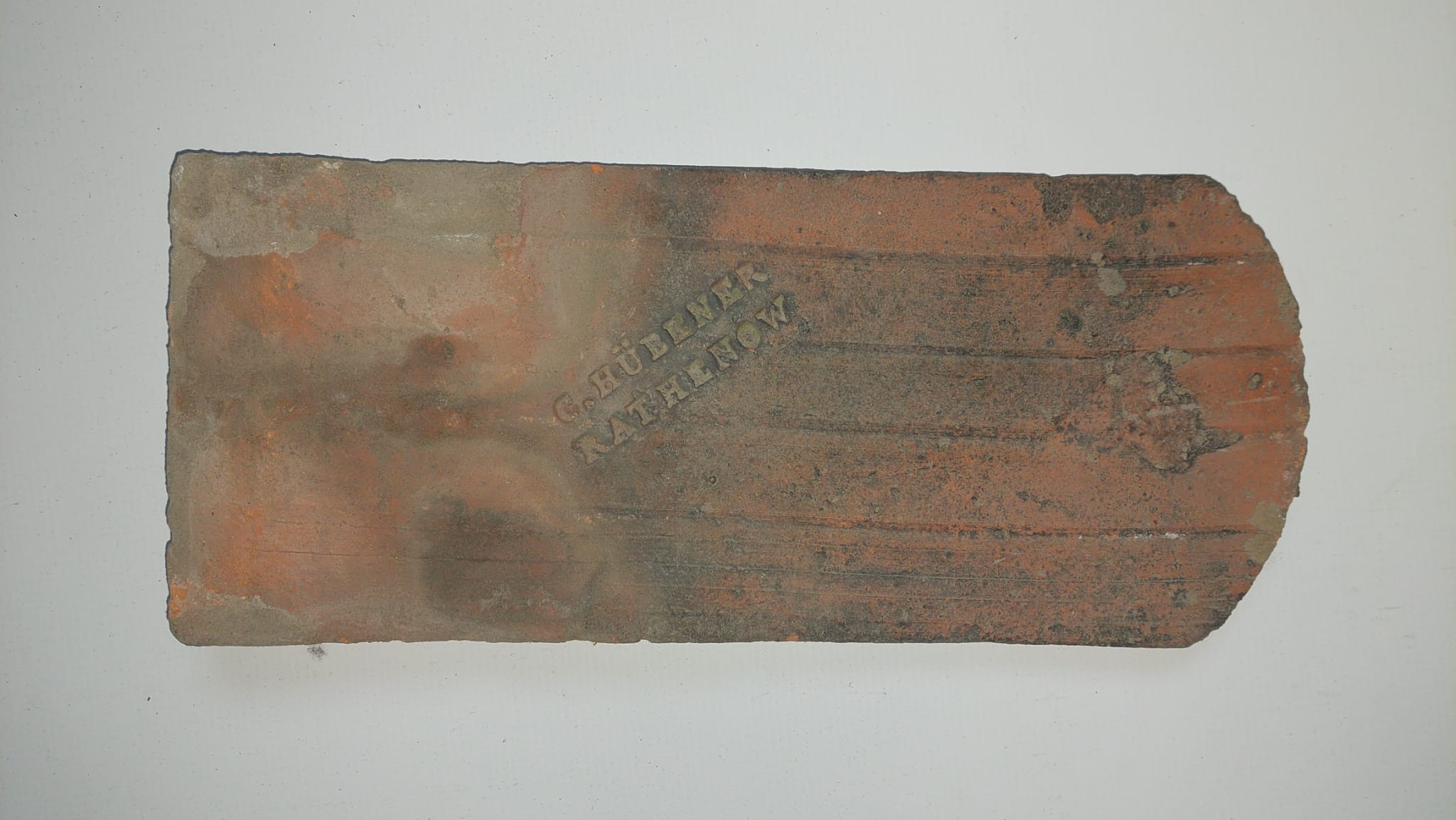
Biberschwanzziegel mit Ziegelstempel

Ungeklärt ist noch, zu welchen Anlässen Ziegel mit Stempeln versehen wurden: Einerseits sind manche Mauern geradezu mit Stempeln übersät, aber an hunderten gleichaltrigen Häusern der Umgebung sucht man oft vergeblich nach ihnen. Bei nach Beginn des 20. Jahrhunderts errichteten Bauwerken treten Ziegelstempel immer seltener auf. Im Elbe-Havel-Dreieck mussten zu dieser Zeit zahlreiche Ziegeleien aufgrund einer wesentlich geringeren Nachfrage schließen. Der beginnende Erste Weltkrieg trieb weitere Produzenten in den Ruin, da die Nachfrage noch weiter absank und es zudem an Arbeitskräften und Brennstoff mangelte.

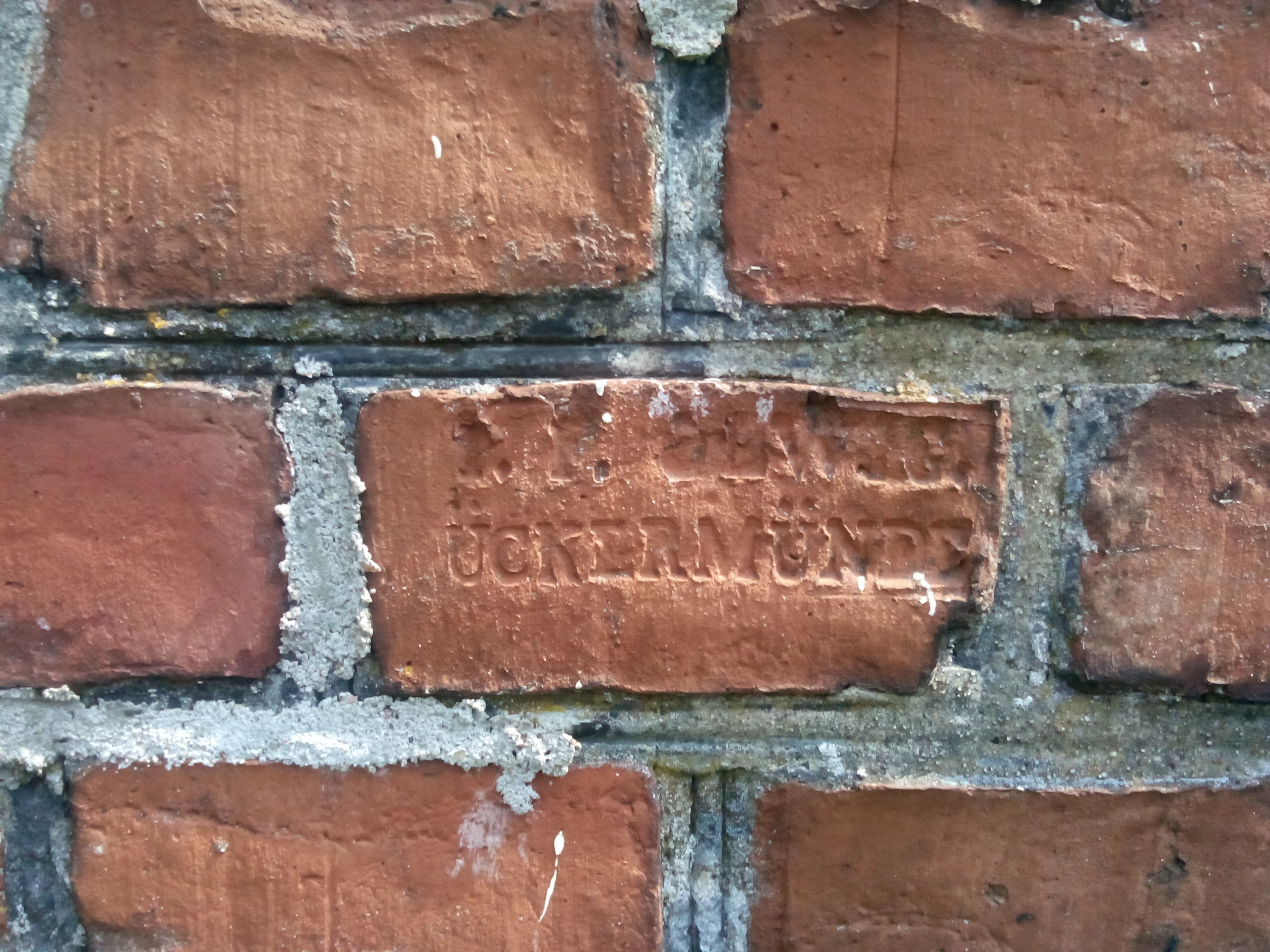
Ziegelstempel Ueckermünde in Świnoujście

In den ehemals deutschen Gebieten in Polen lassen sich ebenfalls Ziegelstempel finden, so zum Beispiel im grenznahen Swinemünde sowie in Danzig und der ehemaligen Provinz Posen. Die Ziegel, bei denen dort Stempel aufgefunden werden können, stammen demnach schätzungsweise aus der gleichen Zeit wie ihre Äquivalente in Deutschland. Beim Beispiel rechts handelt es sich um einen Fund im polnischen Swinemünde. Auf dem Ziegel ist als Produktionsort der Name der heute noch in Deutschland gelegenen Stadt Ueckermünde angegeben. Aber auch in anderen Teile Europas wurden zu dieser Zeit Ziegel gestempelt, auch wenn das Stempeln bei weitem nicht so gängig war wie in den Ziegeleien im Elbe-Havel-Raum und Birkenwerder.

## Funktion
Sowohl in der Antike, als auch im 19. und 20. Jahrhundert ließen Ziegelstempel einen Rückschluss auf den Hersteller und somit auch auf die Qualität der Ziegelprodukte zu. Die Rathenower Ziegel beispielsweise erlangten durch ihre herausragende Qualität überregionale Bekanntheit. Der Name Rathenow entwickelte sich stellvertretend zum Qualitätsmerkmal für Ziegel aus einem nicht genau eingrenzbaren Einzugsgebiet von Elbe und Havel. Durch die aufgebrachten Ziegelstempel konnte die Herkunft und so auch die Qualität nachgewiesen werden. Durch das Stempeln an der im Mauerwerk sichtbaren Kopfseite der Ziegel erreichten die Ziegeleien wohl auch eine Art Werbeeffekt. Durch die Entstehung dieses Markenzeichens kennzeichneten wohl auch Ziegeleien, die sich nicht in der direkten Umgebung von Rathenow befanden, ihre Erzeugnisse mit dem Namen Rathenow. So stempelte beispielsweise die Ziegelei des August Lucke in Güsen auf ihre Produkte den Namen Rathenow, trotz einer räumlichen Distanz von über 30 Kilometern zwischen den beiden Orten.
Neben üblichen Mauersteinen in einem genormten Format stellten viele Ziegeleien auch diverse Formsteine sowie Mauersteine anderer Formate her, die für die Ausbesserung von älterem Bestandsmauerwerk benötigt wurden. Häufig finden sich dort eingeritzte oder eingestempelte Kombinationen aus Buchstaben und Zahlen, bei denen es sich um Katalognummern handelt. Anhand dieser Katalognummern konnten spezielle Ziegel bei den entsprechenden Ziegeleien unkompliziert nachbestellt werden.

## Bauhistorische Bedeutung
Durch den Fund von Ziegelstempeln an Bauwerken lassen sich vielfältige bauhistorische Schlüsse ziehen. Zum einen kann das ungefähre Alter von Mauerziegeln bestimmt werden. So konnten zum Beispiel anhand eines Ziegelstempels Rückschlüsse auf den Entstehungszeitraum des Römischen Theaters in Mainz gezogen werden. Das Vorhandensein von Ziegeln mit dem Ortsstempel Rathenow deutet beispielsweise auf eine Produktion ab Mitte des 19. bis Anfang des 20. Jahrhunderts hin, weil in dieser Blütezeit des Produktionsstandorts Rathenow häufig Ziegel gestempelt wurden. Ist beispielsweise der Zeitraum bekannt, in dem eine bestimmte Ziegelei produziert hat und kann ausgeschlossen werden, dass Ziegel zweitverwendet wurden, dann lässt sich auch die Entstehungszeit eines Bauwerks schon recht genau eingrenzen.
Dennoch können solche Schlüsse nie mit absoluter Sicherheit gezogen werden. Zum Beispiel kann man an einigen Mauern der Zitadelle Spandau eine Vielzahl an Rathenower Ziegelstempeln finden, obwohl die Zitadelle bereits im 16. Jahrhundert erbaut wurde. Das lässt sich mit Reparaturarbeiten und Ergänzungen begründen, bei denen neu produzierte, mit Stempel versehene Ziegel verwendet wurden.

## Rezeption

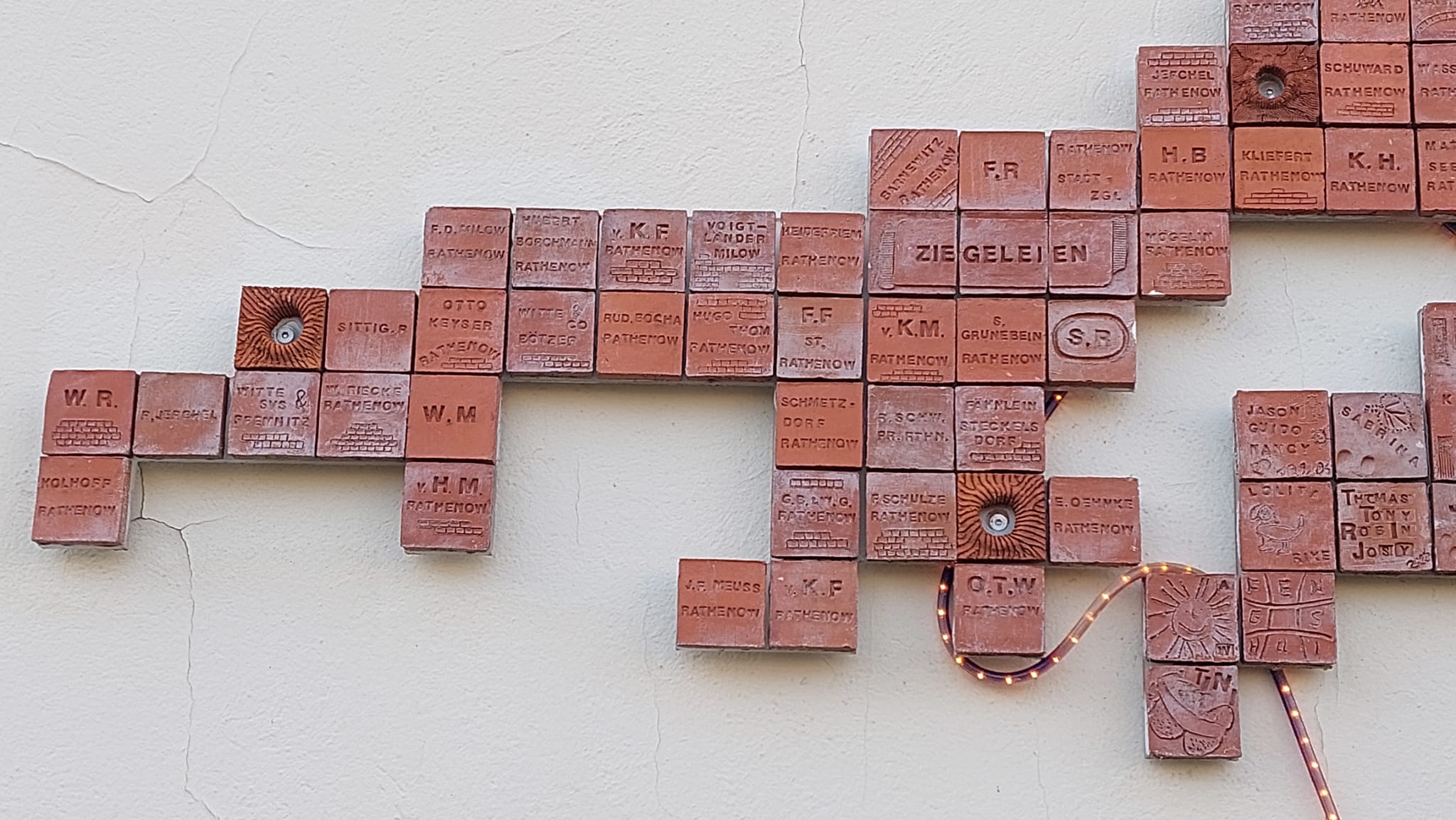
Mit Stempeln versehene Tonfliesen des Baum des Lebens

- In Rathenow widmet sich das Kunstwerk Baum des Lebens am August-Bebel-Platz unter anderem der Ziegeleigeschichte der Stadt. Einige der über 1500 Tonfliesen, aus dem das Kunstwerk besteht, wurden mit den Stempeln der ehemaligen Rathenower Ziegeleien versehen.[7]